# Tāzehābād Dūleh Rash
Tāzehābād Dūleh Rash (persiska: تازِه آباد دولِه رش) är en ort i Iran.   Den ligger i provinsen Kurdistan, i den nordvästra delen av landet, 400 km väster om huvudstaden Teheran. Tāzehābād Dūleh Rash ligger 2 130 meter över havet och antalet invånare är 145.
Terrängen runt Tāzehābād Dūleh Rash är kuperad. Runt Tāzehābād Dūleh Rash är det ganska tätbefolkat, med 104 invånare per kvadratkilometer. Närmaste större samhälle är Hezār Kānīān, 12,0 km norr om Tāzehābād Dūleh Rash. Trakten runt Tāzehābād Dūleh Rash består i huvudsak av gräsmarker.